# Linnea Jönsson
Linnea Jönsson, född 2 mars 1999, är en svensk friidrottare med specialisering på stavhopp. Hon tävlar för IFK Helsingborg. Hennes systrar, Gabriella Jönsson och Annika Jönsson, är också stavhoppare.

## Karriär
Vid 2021 års utomhus-SM vann hon guld i stavhopp. I februari 2022 vid inomhus-SM tog Jönsson silver i stavhopp efter att slutat efter sin yngre syster, Gabriella.

## Personliga rekord
| Utomhus - Höjdhopp – 1,74 (Hässleholm, Sverige 29 maj 2016) - Stavhopp – 4,30 (Täby, Sverige 2 juli 2021) | Inomhus - Höjdhopp – 1,72 (Göteborg, Sverige 18 februari 2017) - Stavhopp – 4,31 (Malmö, Sverige 31 januari 2021) |